# Power cutback
Power cutback (engl.), eine Signalanpassung (wörtliche Begriffsübersetzung: Zurückschneiden der (sc. Sende-)Leistung), ist ein Betriebsparameter bei Telekommunikationseinrichtungen im Datenverkehr nach dem ADSL und ADSL2 Pseudostandard. 
Es handelt sich um eine Signalanpassung im Leistungsbereich u. a. mit dem Ziel, die Übertragungsqualität der Gegenrichtung und benachbarter Leitungen zu verbessern (Reduktion des Übersprechens) und die Verlustleistung des Senders zu verringern (relevant für Vermittlungsstellen, in denen viele Sender auf kleinem Raum gemeinsam elektrische Energie benötigen und Abwärme produzieren). 

## Maßzahl
Die Angabe in dB beschreibt das Verhältnis der jeweils von einem der Kommunikationspartner verwendeten Sendeleistung im Verhältnis zu deren Maximalwert.

## Begriff
Der englischsprachige Begriff wird üblicherweise unübersetzt verwendet, zumindest trifft dies im Netz führender Telekommunikationsanbieter im deutschen Markt und auf die Geräte des deutschen Herstellers AVM (Fritz!Box) zu.